# 昭和歌謡ミュージカル また逢う日まで
『昭和歌謡ミュージカル また逢う日まで』（しょうわかようミュージカル またあうひまで）は、「特集ドラマ」として2022年4月30日にNHK BSプレミアム、BS4Kにて放送されたテレビドラマ。主演は福本莉子。
バブル真っ盛りの昭和63年で生きづらさを感じる主人公のOLが、パラレルワールド「令和」に迷い込んでしまい、嫌いだった昭和歌謡を武器に人間関係が希薄な「令和」を変えていく様が描かれる。
2023年2月23日にNHK総合でも放送された。

## 製作
主演の福本は、「誰が聞いても、心に沁みるような名曲の数々がドラマの中に散りばめられており当時を知らない私も何だかとても懐かしいような気持ちになりました」と語り、
「これまでの時代に思いを馳せることで今を生きる私達に、自分らしく生きる勇気を奮い立たせてくれる作品になっています」とコメントしている。

## キャスト

### 主要人物
磯野さえ（いその さえ）
演 - 福本莉子（幼少期：平川柚那）
主人公。昭和63年のOL。自分らしさを求め、生きづらさを感じている。
歌手になりたいという夢があるが、歌謡曲は嫌いで「生まれた時代を間違えた」と愚痴る。
野比のぼる（のび のぼる）
演 - 浅香航大
「令和」でのタピオカカフェ「箱舟」の雇われ店長。劇作家で身を立てたいという夢がある。
磯野美舟（いその みふね）
演 - 斉藤由貴
さえの母親。昭和でのスナック「箱舟」のママ。
夏木和香（なつき わか）
演 - 山口乃々華
さえの親友。昭和でも「令和」でも、さえ、かおりと一緒に働いている。
浜田かおり（はまだ かおり）
演 -  多田香織
さえの同僚。さえ、和香と一緒に会社の受付をしている。
三浦俊彦（みうら としひこ）
演 - 薬丸翔
営業部。昭和では成績トップのやり手。さえを映画に誘う。「令和」では羊みたいにおとなしい好青年。
植木
演 - 大堀こういち
「箱舟」の客。昭和ではさえや美舟とよくデュエット曲を歌う。
旅人
演 - 塚本晋也
さえをパラレルワールド「令和」に誘い込む謎の男。時空間を超える「もしも飴」をさえに渡す。

### さえの家族
磯野光太朗
演 - 奥田洋平
さえの父。故人。売れない作詞家で、昭和でのさえの歌謡曲嫌いの一因となっている。

### 志村屋
さえたちの勤務する会社。「令和」では大きなビルになっており「肉まんイノベーション志村屋」。
石橋部長
演 - 成清正紀
営業部長。昭和ではセクハラ言動ばかり。さえの肩に手をかけた時、ぴしゃりと叩かれる。
「令和」では会社に居づらくなっている。
営業部のエース社員
演 - 岡野一平
嫌味な社員。さえに自分の荷物をデスクに置いてこいと言い放つ。

### 「箱舟」の客

#### 昭和スナックの客
女性客
演 - 岡本真友 、栗原沙也加
スナックで歌うさえの左右で踊る。
男性客
演 - 三浦高典、吉田哲也、藤岡義樹、和田裕太
スナックで一緒に踊っている。

#### 「令和」カフェの客
女の子
演 - 諏訪結衣
さえと一緒に「透明人間」を歌って踊り、SNSにアップされた動画がバズっている。
女性客
演 - 山田美貴
劇団「霧笛」の団員
演 - 藤岡義樹、栗原沙也加、山本由奈、和田裕太
野比が主催する劇団のメンバー。「箱舟」で解散パーティーをする。

## スタッフ
- 作 - 桑原裕子
- 音楽 - 河内結衣
- プロデューサー - 久米由未加
- 制作統括 - 海辺潔（NHK）、鈴木真美（NEP）、奥田朋之（テレコムスタッフ）
- 演出 - 古厩智之
- 制作 - NHKエンタープライズ
- 制作・著作 - NHK、テレコムスタッフ